# Globulostylis cuvieroides
Espèce
Synonymes
- Globulostylis cuvieroides Wernham[2]

Globulostylis cuvieroides Wernham est une espèce de plantes tropicales de la famille des Rubiaceae et du genre Globulostylis, endémique d'Afrique centrale.

## Étymologie
Son épithète spécifique cuvieroides rend hommage à Georges Cuvier.

## Description
C'est un arbrisseau ou arbuste qui peut atteindre 4,5 m de hauteur.

## Distribution
Assez commune, l'espèce est présente au Cameroun, principalement dans la Région de l'Est, mais aussi dans celle du Sud, également à l'est du Gabon.